# Le Président Krüger
Pour plus de détails, voir Fiche technique et Distribution.
Le Président Krüger (titre original Ohm Krüger, littéralement Oncle Krüger) est un film allemand réalisé par Hans Steinhoff, Karl Anton et Herbert Maisch, sorti en 1941. 
Ce film est une adaptation du roman d'Arnold Krieger (de) Mann ohne Volk, publié en 1934. Le cadre historique est la guerre des Boers (1899-1902) et le film relate des épisodes de la vie du président boer Paul Kruger et de ses vaines tentatives pour obtenir du soutien en Europe contre les Anglais. 
Le film a été présenté à la Mostra de Venise 1941. Il sortit en Allemagne en avril 1941, en France en octobre 1941, en Finlande en 1942, en Union soviétique en 1948, et aussi en Espagne et en Italie.

## Fiche technique
- Titre : Le Président Krüger'
- Titre original Ohm Krüger
- Réalisation :	Hans Steinhoff, Karl Anton et Herbert Maisch
- Assistants-réalisateur : Siegfried Krügler, Rudolf Külüs (de), Georg Alfred Prose, Roland von Rossi
- Scénario :  Harald Bratt (de), Kurt Heuser d'après le roman de Arnold Krieger (de)
- Photographie :  Fritz Arno Wagner, Friedl Behn-Grund, Karl Puth (de)
- Montage : Martha Dübber (de), Hans Heinrich
- Musique :  Theo Mackeben
- Scénographie :  Franz Schroedter
- Décors :  Paul Markwitz, Hans Minzloff, Artur Nortmann, Mathieu Oostermann, Erich Schweder, Theo Zwierski
- Costumes :  Herbert Ploberger
- Son : Hans Grimm
- Producteur : Emil Jannings
- Producteur exécutif :  Fritz Klotsch
- Société de production : Tobis Filmkunst GmbH
- Société de distribution : Tobis Filmkunst GmbH
- Pays de production : Allemagne  Reich allemand
- Langue :  Allemand
- Tournage : extérieurs à partir du 5 septembre 1940 dans la région de Berlin ; intérieurs à partir du 21 octobre 1940 dans les studios Tobis à Berlin-Grunewald et dans les studios EFA de la Cicerostraße à Berlin.
- Format : Noir et blanc — 35 mm — 1,37:1 — Son : Mono
- Genre : Film dramatique, Film biographique, Film historique, Film de guerre
- Durée : 135 minutes
- Dates de sortie :
  - Allemagne : 4 avril 1941
  - Italie : septembre 1941 (Mostra de Venise)
  - France : 1er octobre 1941 (Paris)
  - Hongrie : 19 décembre 1941
  - Finlande : 15 mars 1942
  - Empire du Japon : 2 septembre 1943
  - Union soviétique : 3 décembre 1948

## Distribution
- Emil Jannings : Paul Krüger
- Lucie Höflich : Sanna Krüger, son épouse
- Werner Hinz : Jan Krüger, son fils
- Gisela Uhlen : Petra Krüger, sa belle-fille
- Ernst Schröder : Adrian Krüger
- Elisabeth Flickenschildt : Mme Kock
- Ferdinand Marian : Cecil Rhodes
- Gustaf Gründgens : Joseph Chamberlain
- Eduard von Winterstein : le commandant Cronje
- Hans Adalbert Schlettow : le commandant De Wet
- Hedwig Wangel : la reine Victoria
- Paul Bildt : le ministre néerlandais des Affaires étrangères
- Franz Schafheitlin : Lord Kitchener
- Harald Paulsen (de) : le ministre français des Affaires étrangères
- Otto Graf : le ministre allemand des Affaires étrangères
- Otto Wernicke : le commandant du camp de concentration anglais
- Gerhard Bienert : Brown ,l'officier écossais
- Josef Dahmen : le soldat anglais
- Karl Martell : l'officier anglais
- Lewis Brody : Lobenguela

## Autour du film
- Le début du tournage des plans extérieurs a eu lieu le 5 septembre 1940 dans la région de Berlin ; les prises de vue intérieures ont débuté le 21 octobre 1940 dans les studios Tobis à Berlin-Grunewald et dans les studios EFA de la Cicerostraße à Berlin.
- Le film a été soumis à la censure le 2 avril 1941 et a été le premier des cinq films réalisés à l'époque national-socialiste à recevoir les notes les plus élevées « Film de la nation » et « Film d'une valeur particulière en termes de politique d'État et d'art. »
- Le ministre de la Propagande Joseph Goebbels s'est montré enthousiaste au sujet du film, et il y fait référence à plusieurs reprises dans son journal, notamment à la date du 16 mars 1941, il écrit : « Dans l'après-midi, j'ai regardé « Ohm Krüger » avec Jannings et Demandowsky. Une œuvre d'art très grande et captivante. Meilleure performance de toute la guerre. C'est un film affolant. Jannings est plutôt content ».
- Ohm Krüger est un film de propagande anti-britannique et en tant que film commandé par le régime nazi, il a été promu en conséquence.
- La première a eu lieu le 4 avril 1941 au Ufa-Palast am Zoo de Berlin.